# Roostervissen
Roostervissen (Nematistiidae) zijn een familie van straalvinnige vissen uit de orde van Baarsachtigen (Perciformes).

## Geslacht
- Nematistius Gill, 1862